# Charrua (Rio Grande do Sul)
Charrua é um município do estado do Rio Grande do Sul, Brasil.

## Geografia
Pertence à Mesorregião do Noroeste Rio-Grandense e à Microrregião de Passo Fundo, o município caracteriza-se por suas variadas formas de relevo. População afetuosa e locais turísticos, como as cascatas, localizadas na comunidade de São Valentim, e a Gruta Nossa Senhora de Lourdes, na Cidade Baixa.

## Política

### Prefeitos
Esta é a lista de prefeitos do município de Charrua, estado brasileiro do Rio Grande do Sul.
| Nº | Prefeito                      | Partido | Vice-Prefeito                 | Partido | Início do mandato    | Fim do mandato         | Observações                     |
| 1  | Arlindo Menegaz               | PMDB    | Luiz Carlos Franklin da Silva | PDS     | 1 de janeiro de 1993 | 31 de dezembro de 1996 | Prefeito e vice eleitos         |
| 2  | Ademir Scariot                | PMDB    | Dorival José Caldatto         | PMDB    | 1 de janeiro de 1997 | 31 de dezembro de 2000 | Prefeito e vice eleitos         |
| 2  | Ademir Scariot                | PMDB    | Milton Rebelatto              | PMDB    | 1 de janeiro de 2001 | 31 de dezembro de 2004 | Prefeito reeleito e vice eleito |
| 3  | Luiz Carlos Franklin da Silva | PP      | Jandir Dallagnol              | PP      | 1 de janeiro de 2005 | 31 de dezembro de 2008 | Prefeito e vice eleitos         |
| 3  | Luiz Carlos Franklin da Silva | PP      | Jandir Dallagnol              | PP      | 1 de janeiro de 2009 | 31 de dezembro de 2012 | Prefeito e vice reeleitos       |
| 4  | Vanderlei Antonio Simionatto  | PDT     | Ricardo Luiz Montagner        | PT      | 1 de janeiro de 2013 | 31 de dezembro de 2016 | Prefeito e vice eleitos         |
| 5  | Valdésio Roque Della Betta    | PP      | Luiz Carlos Franklin da Silva | PP      | 1 de janeiro de 2017 | 31 de dezembro de 2020 | Prefeito e vice eleitos         |